# RSS
RSS（英文全称：RDF Site Summary 或 Really Simple Syndication），中文译作簡易資訊聚合，也称聚合内容，是一種消息來源格式規範，用以聚合多個網站更新的內容並自動通知網站訂閱者。使用RSS后，网站订阅者无需手动查看网站是否有新的内容，同时RSS能将多个网站的更新整合并以摘要形式呈现，有助于订阅者快速获取重要信息，并选择性点击查看。
“資源描述框架站點摘要”即RSS的英文原意，后来通过逆向首字母缩略词变更为（簡易資訊聚合）。将新闻标题、摘要（Feed）、内容按照用户的要求，推送至用户的桌面便是RSS的目的。有時RSS一詞大體上意為“社會性書籤”，包括各種RSS的不同格式；例如，Blogspace對使用網摘於一整合器內之動作標為RSS info和RSS reader，雖然它的第一個句子就包含明確的Atom格式：「RSS和Atom檔案能夠用簡單的格式從網站更新訊息至你的電腦！」
RSS摘要可以藉由RSS閱讀器、Feed Reader或aggregator等網頁或以桌面為架構的軟體來閱讀。標準的XML檔式可允許資訊在一次發佈後透過不同的程式閱覽。使用者藉由將網摘輸入RSS閱讀器，或是用滑鼠點取瀏覽器上指向訂閱程序的RSS小圖示URI（非通常所稱的URL）來訂閱網摘。RSS阅读器会定期检查网站更新情况，并将更新内容下载到用户界面。
RSS可以是以下三種解釋中任何一種的縮寫，但其實這三者都是指同一種聯合供稿（Syndication）的技術：
- RSS 2.0（Really Simple Syndication）
- RSS 0.91, RSS 1.0（RDF（Resource Description Framework）Site Summary）
- RSS 0.9 and 1.0（Rich Site Summary）

## 版本
目前RSS規範的主要版本有0.91、1.0和2.0等。0.91版和1.0版完全不同，風格不同，制定標準的人也不同。0.91版和2.0版一脈相承。1.0版更接近XML標準。目前世界上雖有很多種不同的 RSS，但都定型於兩個重要的支幹（RDF和2.*）。RDF或RSS 1.*的分支包括下列版本：
- RSS 0.90原本屬於美國網景公司的版本。這個RSS被稱為RDF Site Summary，但其基礎構圖建立在初期的RDF規格上，以及和末版的RDF推薦標準不相容。
- RSS 1.0是一個開放式的版本，由RSS-DEV工作團隊再次建立為RDF Site Summary。RSS 1.0是一個像RSS 0.90的RDF形式，但是並沒有完全的和他相容，自從1.0起新聞網站都提供RSS訂閱支持。

## 歷史
RSS格式采纳之前有过几次Web联合化的尝试，但都没有达到广泛的传播。关于重构Web站点信息的基本思想可以追溯到早至1995年，当时 Ramanathan V. Guha 以及他在苹果公司高科技小组的同事开发出元内容框架。对这些早期发展的更详细讨论，请参见网页联合供稿技术的历史。
RSS的第一個版本為RDF Site Summary，在1999年三月由美国网景公司的Guha為了用在My.Netscape.Com入口網站而開發。這個版本開始以RSS 0.9為名。在1999年七月，美國網景公司的Dan Libby發明了新版本RSS 0.91，此版本簡化了形式，藉由撤去RDF元素及合併Dave Winer的Scripting News企業聯合組織化格式。Libby並且將此重新命名為RSS，全名「Rich Site Summary」，並且在「Futures document」論述了未來的發展形式。
這會是Netscape在RSS八年的研究中最後一次的參與，當RSS被一些想要他們的 feeds 被用在My.Netscape.Com和其他早期RSS入口的網路出版者環繞，美國網景公司下降RSS並支持My. Netscape.Com在2001年4月期間新主人AOL的重建公司，還取消了支持格式化的使用說明文件和工具。
其中，Google Reader曾整合了RSS的分類與自訂標題，網頁功能，但於2013年7月15日已終止服務。

## 發展
随着越来越多的站点对RSS的支持，RSS目前已经成为成功的XML应用。RSS搭建了信息迅速传播的一个技术平台，使得每个人都成为潜在的信息提供者。
RSS 2.*的分支包括下列版本：
- RSS 0.91是一個精簡的RSS形式，由美國網景公司所發行，同時也是原創的排行第一的版本編號，由Dave Winer從Userland軟體所製作。網景公司的版本現在被稱為Rich Site Summary，這是不久前的RDF格式，但是相對而言比較不方便使用。
- RSS 0.92透過0.94被擴大為RSS 0.91版本，更容易與其他相容以及和Winer的RSS 0.91版本，但仍然和RSS 0.90不相容。在所有的Userland RSS 0.9x規格里，RSS不再只是個縮寫。
- RSS 2.0.1是國內版本編號2.0。RSS 2.0.1雖被聲稱凍結，但是仍是一個網頁然可以快速下載，之後再聲稱沒有改變版本編號。RSS現今代表著簡易供稿系統。主要的改變在這個版本裡使用伸的機制。

對大部分而言，和較早的版本比較起來（除了無兼容性的RDF語法在0.90），較新的版本接觸到各個分支時為逆兼容性，以及大部分的版本嚴格上來說包括以延伸機構使用XML Namespaces來證明，另一方面正好（在2.*分支）或透過RDF（在1.*分支），大部分的企業聯合組織化軟體都有支持這兩種分支。

## 模組
RSS模組的主要目標是延伸基本的XML概要來獲得更健全的內容匯集。此種傳承允許更多的變化卻又能夠符合標準，在不用更改RSS核心之下執行。為了達成此項延伸，嚴密規範的字彙（在RSS中為「模組」；XML中為「概要」）透過XML namespace命名各種概念之中的概念。

## 點對點應用及 RSS
幾種以BitTorrent為基準和點對點的應用也支援RSS。此種網摘允許客戶端的應用程式在偵測到更新時自動下載。

## 閱讀器
RSS信息的获取与订阅，可以通过称为聚合器一类的软件或服务来实现。通常情况下RSS阅读器除了客户端软件之外，还存在一类基于Web应用的在线阅读器（例如 digg.com）。

#### 熱門的 RSS 閱讀器
- Feedly（使用瀏覽器閱讀）
- Inoreader（使用瀏覽器閱讀）
- Reeder（iOS，MacOS）
- The Old Reader（使用瀏覽器閱讀）
- Feeder (iOS, Android, 使用瀏覽器閱讀)

## 延伸閱讀
- 消息來源
- Atom (標準)
- XML
- OPML

## 外部連結
- RSS 0.90 Specification（页面存档备份，存于）
- RSS 0.91 Specification（页面存档备份，存于）
- RSS 1.0 Specifications
- RSS 2.0 Specification（页面存档备份，存于）
- History of the RSS Fork (Mark Pilgrim)
- Building a RSS feed（页面存档备份，存于） Tutorial with example
- View RSS feed（页面存档备份，存于） RSS 查看器